# Массовое убийство на полигоне в Белгородской области
Массовое убийство на полигоне в Белгородской области — расстрел солдат 15 октября 2022 года на полигоне 752-го мотострелкового полка 3-й мотострелковой дивизии западного военного округа в селе Солоти Валуйского района Белгородской области России.
По сообщению Министерства обороны России, стрельба произошла во время огневой подготовки добровольцев-контрактников для дальнейшего участия в боевых действиях на Украине, однако ряд российских источников сообщил, что погибли не добровольцы, а мобилизованные граждане РФ из Брянской области. По мнению же «Би-би-си», ни одна из этих версий не имеет убедительных доказательств.
Следственный комитет РФ сообщил о возбуждении уголовного дела, не уточнив, по какой статье. Газета «Коммерсантъ» утверждала, что дело возбуждено по статье 105 УК, «однако может добавиться и статья 205 УК (теракт)».

## Ход событий
Во время занятий по огневой подготовке один из военных, до этого стрелявший по мишеням, неожиданно развернул пулемёт в безоружную толпу и открыл огонь. Вместе с ним из автомата стрелял ещё один человек. Нападавшие были убиты снайперами. Сразу несколько источников сообщали о том, что стрельба произошла ещё в 10 или 12 часов утра. Министерство обороны сообщило о произошедшем с многочасовой задержкой (сообщение в ТАСС появилось в 22:22).

## Погибшие и пострадавшие
Минобороны РФ сообщило об 11 погибших и 15 раненых, а двое нападавших были убиты. Согласно сообщениям других источников, количество погибших разнится от 10 до 22 человек. Издание Deutsche Welle отметило, что на опубликованных фотографиях запечатлены 13 тел.
Минобороны РФ утверждает, что пострадали добровольцы, однако другие источники сообщают, что на полигоне располагались мобилизованные из Брянской области. Телеканал «Дождь» сообщил, что, по словам одного из солдат, служивших на полигоне незадолго до инцидента, рота, военнослужащие которой были расстреляны, состояла из добровольцев.

## Обстоятельства
Интернет-издание Baza заявило, что двумя нападавшими были граждане Таджикистана. Радио «Свобода» сообщило, что родственники и друзья опознали одного из убитых подозреваемых, сообщив, что он не имел российского гражданства и являлся трудовым иммигрантом. По их словам, связь с ним оборвалась в октябре, при этом намерения воевать у него не было, и им неизвестно, как он попал на полигон в Белгородской области.
Журналистский проект ASTRA со ссылкой на собственные источники утверждает, что конфликт мог произойти на религиозной почве в связи с подачей рапортов об отказе от участия в войне с Украиной солдатами мусульманского вероисповедания, а целью нападения был руководитель полигона, подполковник Андрей Лапин, который, по утверждению источника издания, оскорбил их. Согласно информации проекта, через полтора часа после словесного конфликта военнослужащие отправились на стрельбища, где трое участвовавших в споре военнослужащих взяли оружие с боевыми патронами, попросили мусульман отойти от Лапина, и начали стрельбу.